# Спивак, Моисей Семёнович
Моисе́й Семёнович Спива́к (укр. Мойсей Семенович Співак; 1902, с. Городище, Городищенская волость, Черкасский уезд, Киевская губерния, Российская империя — неизвестно) — советский украинский государственный и партийный деятель. Первый секретарь Житомирского обкома КП(б) Украины (1944—1949).

## Биография
Родился в 1902 в селе Городище Городищенской волости Черкасского уезда Киевской губернии Российской империи (ныне село в составе Белоцерковской городской общины Белоцерковского района Киевской области Украины). 
Член ВКП(б) с 1927 г. Член ЦК КП(б) Украины (1940—1949), член Организационного бюро ЦК КП(б) Украины (1940—1949), член Ревизионной комиссии КП(б) Украины (1938—1940).
- 1932—1938 гг. — на партийной работе,
- 1938—1939 гг. — третий секретарь Киевского областного комитета КП(б) Украины,
- 1939—1940 гг. — заведующий отделом руководящих партийных органов — кадров ЦК КП(б) Украины,
- 1940—1944 гг. — секретарь ЦК КП(б) Украины по кадрам,
- 1942 г. — член Военного Совета Юго-Западного фронта
- 1942—1944 гг. — заместитель начальника Украинского Штаба партизанского движения,
- 1944—1949 гг. — первый секретарь Житомирского областного комитета КП(б) Украины.

Дальнейшая судьба неизвестна. 

## Награды
- 2 ордена Ленина (07.02.1939; 23.01.1948)
- орден Отечественной войны I степени (1945)
- медали